# Distrito de Karasukski

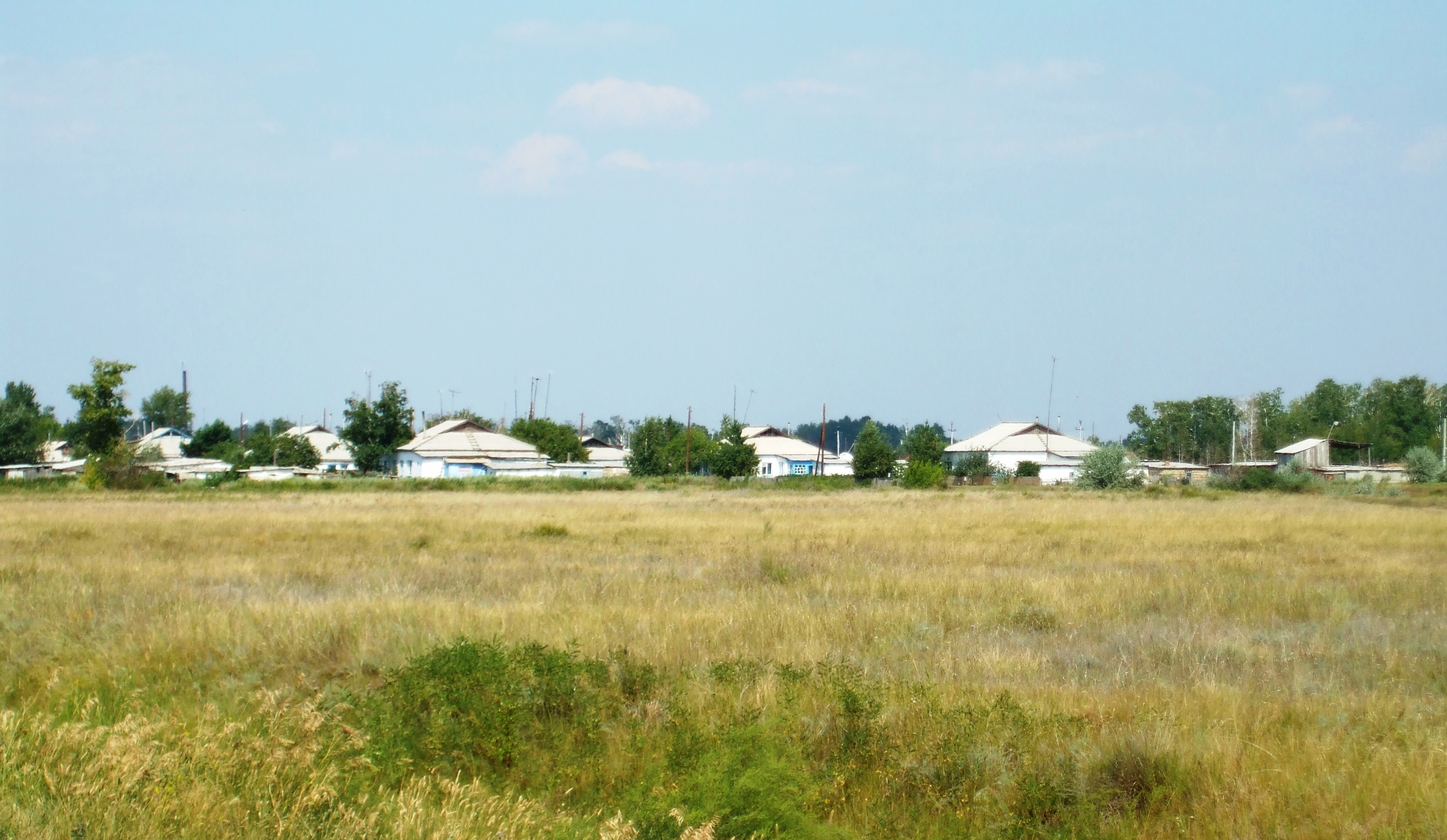
Novoivanovka, distrito de Karasukski.

O distrito de Karasukski  (em russo:  Карасу́кский райо́н, transl. Karasukski raion) é um distrito administrativo e municipal (raion), um dos trinta no Oblast de Novosibirsk, na Rússia. Está localizado no sudoeste do oblast. A área do distrito é 4.321 quilômetros quadrados (1,668 sq mi). Seu centro administrativo é a cidade de Karasuk. População: 46.262 (Censo 2010); 48.548 (Censo de 2002); 50.374 (Censo 1989). A população de Karasuk representa 61,8% da população total do distrito.